# Stephen Montague
Stephen Rowley Montague (ur. 10 marca 1943 w Syracuse w stanie Nowy Jork) – amerykański kompozytor. 

## Życiorys
Studiował grę na fortepianie, dyrygenturę i kompozycję na Florida State University, w 1965 roku uzyskując stopień Bachelor of Arts, a w 1967 roku Master of Arts. Od 1967 do 1969 roku był wykładowcą Butler University. W 1972 roku uzyskał stopień doktora na Ohio State University. W 1972 roku uzyskał stypendium Fulbrighta i wyjechał do Polski, gdzie w latach 1972–1974 pracował w Studiu Eksperymentalnym Polskiego Radia. Kształcił się wówczas u Włodzimierza Kotońskiego i Józefa Patkowskiego. W 1974 roku osiadł w Londynie. Występował jako pianista, propagując muzykę współczesną. Od 1985 roku występował z duecie z pianistą Philipem Meadem. Był współzałożycielem Electro-Acoustic Music Association of Great Britain (1980). W 1992, 1995 i 2000 roku wykładał gościnnie na University of Texas w Austin. Pełnił funkcję przewodniczącego (1993–1997) i dyrektora artystycznego (1998–1999) Society for the Promotion of New Music. W latach 1995–1997 był kompozytorem rezydentem Orchestra of St. John’s Smith Square w Londynie.

## Wybrane kompozycje
(na podstawie materiałów źródłowych)

### Utwory orkiestrowe
- Voussoirs na orkiestrę i taśmy (1970–1972)
- Sound Round na orkiestrę z opóźnieniem cyfrowym (1973)
- At the White Edge of Phrygia na orkiestrę kameralną (1983)
- Prologue (1984)
- Dark Sun na orkiestrę i taśmy (1995)
- Snakebite (1995)
- The Creatures Indoors (1996)
- Koncert fortepianowy (1997)
- A Toy Symphony na 6 solistów i orkiestrę kameralną (1999)

### Utwory kameralne
- The Eyes of Ambush na 1–5 instrumentów lub głosów z opóźnieniem cyfrowym (1973)
- Caccia na puzon, fortepian i taśmę z amplifikacją (1974)
- Quiet Washes na 3 puzony lub 3 fortepiany lub harfy (1974)
- Strummin’ na fortepian, smyczki, światła i taśmę (1974–1981)
- Inundations I: Trio na 3 amplifikowane fortepiany, 12 pianistów i taśmę (1975)
- Inundations II: Willow na sopran, smyczki i taśmę (1976)
- utwór graficzny E Pluribus Unum na dowolną grupę kameralną (1976)
- Introduction na głos, akustyczne sprzężenie zwrotne i taśmę (1976)
- Paramell I na puzon z tłumikiem i fortepian z tłumikiem (1977)
- Paramell II: Entity na 6 perkusistów (1977)
- Paramell III na fortepian, chór lub mruczącą publiczność i kasetę z nagraniem (1981)
- Paramell IV na tubę lub puzon basowy i taśmę (1979)
- Paramell V na 2 fortepiany (1981)
- Paramell VI na fortepian, flet, klarnet i wiolonczelę lub perkusję (1981)
- utwór graficzny Quintet na dowolny instrument i taśmę 4-kanałową (1978)
- utwór graficzny Trio na dowolny instrument i taśmę stereo (1978)
- Gravity’s Rainbow na flet, live electronics i taśmę (1980)
- utwór graficzny Duo na dowolny instrument i taśmę (1982)
- Tongues of Fire na fortepian, live electronics i taśmę (1983–1990)
- Haiku na fortepian, flanger i taśmę (1987)
- I kwartet smyczkowy „In memoriam Barry Anderson and Tomasz Sikorski” na live electronics i taśmę (1989–1993)
- II kwartet smyczkowy „Shaman” na live electronics i taśmę (1993)
- Behold a Pale Horse na organy (1990)
- After Ives... na fortepian, taśmę, live electronics, flet ad libitum i kwartet smyczkowy (1991–1993)
- Vlug na flet, taśmę i live electronics (1992)
- Aeolian Furies na akordeon (1993)
- Phrygian Tucket na klawesyn i taśmę (1994)
- Silence: John, Yvar and Tim na preparowany kwartet smyczkowy i fortepian preparowany (1994)
- Chew Chow Chatterbox na 4 perkusje (1998)

### Utwory wokalno-instrumentalne
- Varshavian Spring na chór i orkiestrę (1973–1980)
- utwór graficzny Sotto Voce na chór multifoniczny, flet prosty z taśmy i playback (1976)
- Tigida Pipa na głosy amplifikowane, bloczki drewniane, klawesy i taśmę  (1983–1989)
- 3 Temperance Songs na głos żeński i 6 instrumentów lub syntezator, fortepian i taśmę ad libitum (1988)
- Wild Nights na sopran, klarnet, altówkę i fortepian (1993)
- Varshavian Autumn na chór i orkiestrę (1995)
- The Camel and the Crane na sopran, baryton, chór i orkiestrę (1998)

### Utwory sceniczne
- utwór graficzny Largo con moto na tancerza i taśmę 1975)
- sztuka teatralna Criseyde na sopran grający na okarynie, slajdy i taśmę (1976)
- balet Into the Sun na taśmę 4-kanałową, perkusję i fortepian preparowany (1977)

### Utwory elektroakustyczne
- Synthetic Swamp (1969–1997)
- A Presto Patch (1973)
- Scythia (1981)
- Quartet (1982)
- Slow Dance on a Burial Ground (1982–1984)
- Bright Interiors (1992–1996)